# Dwadzieścia dolców
Dwadzieścia dolców – amerykański komediodramat z 1993 roku w reżyserii Keva Rosenfelda.

## Opis fabuły
Film opowiada historię 20-dolarowego banknotu, który przechodzi z ręki do ręki, staje się to pretekstem do zabawnych sytuacji. Zgubiony przez klientkę bankomatu trafia potem do: ulicznej żebraczki, sprytnego nastolatka, bogatego arabskiego przemysłowca, zajmującej się czarami pani McCormac, jej piętnastoletniego wnuka, a także do dwóch drobnych bandytów, zdobywcy pierwszej nagrody w zawodach wędkarskich oraz staruszka, który nagle umiera na atak serca. Zakończenie tej historii jest zaskakujące.

## Obsada
- Linda Hunt - Angeline
- David Rasche - Baker
- George Morfogen - Jack Holiday
- Sam Jenkins - Anna Holiday
- Brendan Fraser - Sam Mastrewski
- Bubba Baker - Buddha
- Rosemary Murphy - Ciotka Dotty
- Concetta Tomei - Matka Sama
- Peggy Miley - Ciotka Zoha
- Shohreh Aghdashloo - Ghada Holiday
- David Fresco - Wujek Stash
- Noah Lee Margetts - Mark
- Melora Walters - Striptizerka/Dyrektor przedsiębiorstwa pogrzebowego
- Gladys Knight - Pani McCormac
- William H.D. Marlett - Patrick
- Amber Wilson - Peggy
- Elisabeth Shue - Emily Adams
- Steve Buscemi - Frank
- Christopher Lloyd - Jimmy
- Kamau Holloway - Bobby McCormac
- Vanessa Marquez - Melanie
- Kevin Kilner - Gary Adams
- David Schwimmer - Neil Campbell

i inni